# Bon (religie)

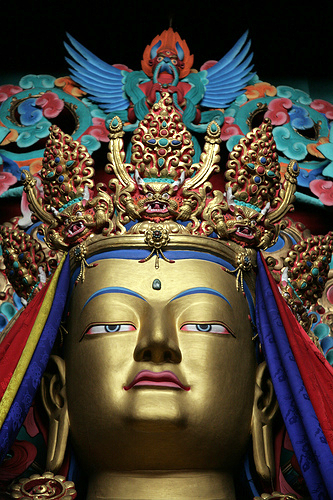
Tonpa Shenrab

Bon sau Bön este o religie tibetană diferită de budismul tibetan,  deși împărtășește aceleași învățături și terminologii generale. A apărut în secolul al XI-lea  și scripturile sale se bazează în principal pe învățăturile ascunse  termas și viziuni ale unor învățați (terön), cum ar fi Loden Nyingpo. Deși învățăturile terma ale religiei  Bon conțin mituri despre Bon existente înainte de introducerea budismului în Tibet, „adevărata «religie veche» a fost o nouă religie”.
Religia Bon a fost fondată de Tonpa Shenrab Miwoche.